# Amira (Film)
Amira (arabisch أميرة ʾAmīra) ist ein jordanischer Gefängnisfilm des ägyptischen Regisseurs Mohamed Diab aus dem Jahr 2021. Der Film wurde von der jordanischen Royal Film Commission (RFC) zur Nominierung als bester internationaler Film für die Oscarverleihung 2022 eingereicht. Aufgrund massiver Proteste, unter anderem des palästinensischen Kulturministers, der Hamas und palästinensischer politischer Aktivisten zog die RFC den Film im Dezember 2021 aus dem Wettbewerb zurück.

## Handlung
Nawar, ein palästinensischer Freiheitskämpfer oder Terrorist, abhängig vom Standpunkt des Betrachters, befindet sich zu lebenslanger Haft verurteilt in einem israelischen Hochsicherheitsgefängnis nahe dem nordisraelischen Kibbutz Megiddo. Seine Ehefrau Warda arbeitet als Lehrerin und lebt mit der 17-jährigen Tochter Amira im Westjordanland. Amira wächst in dem Glauben auf, sie sei die Tochter des als Held verehrten Nawar. Die Zeugung soll durch künstliche Befruchtung mit dem Sperma ihres Vaters erfolgt sein, das von einem israelischen Aufseher aus dem Gefängnis herausgeschmuggelt worden ist. Obgleich Amiras Kontakt mit ihrem Vater während ihres ganzen Lebens auf die Besuche im Gefängnis beschränkt war, verehrt auch sie ihren Vater sehr. Zudem genießt sie als die Tochter eines Freiheitskämpfers die besondere Zuwendung ihrer Familie und ihres ganzen sozialen Umfelds.
Amira möchte Fotografin werden und nutzt ihre Fähigkeiten in der Bildbearbeitung dazu, aus Bildern Nawars und ihrer Angehörigen täuschend echt erscheinende Familienfotos zu produzieren. Bei jedem ihrer Besuche im Gefängnis bringt sie als Geschenk ein so entstandenes Bild mit, das Nawar und sie selbst vor dem Hintergrund bekannter Reiseziele in der ganzen Welt zeigt. Obwohl sie noch nie in Freiheit zusammengelebt haben, besteht zwischen den Familienangehörigen eine innige und liebevolle Beziehung.
Nach einem Hungerstreik Nawars schlägt er vor, die wahrscheinlich nur vorübergehende Lockerung seiner Haftbedingungen zu nutzen. Nach anfänglicher Zurückhaltung der Mutter, Warda, die dafür von Amira harsch kritisiert wird, beschließen Warda und Nawar ein zweites Kind zu zeugen. Bei der Untersuchung des aus dem Gefängnis herausgeschmuggelten Spermas wird festgestellt, dass Nawar unfruchtbar ist. Eine DNA-Analyse beweist, dass Nawar nicht als der Vater Amiras in Frage kommt. Zunächst wird Warda des Ehebruchs verdächtigt und von den männlichen Verwandten massiv unter Erklärungsdruck gesetzt und mit einer harten Bestrafung bedroht. Auch Amira wird für die Schande mitverantwortlich gemacht, die nun auf der Familie lastet. Amiras Lehrer versucht sie zu trösten, gerät aber als Kollege Wardas unter den Verdacht, der tatsächliche Vater zu sein. Schließlich wird ein israelischer Gefängnisaufseher als ihr leiblicher Vater ermittelt, womit Amiras Welt vollends aus den Fugen gerät.

## Hintergrund
Vielen der wegen Terrorismusdelikten inhaftierten palästinensischen Häftlingen ist in den israelischen Gefängnissen jeder unmittelbare Kontakt mit Besuchern untersagt. Auch Ehefrauen und Kinder sind bei ihren Besuchen von den Gefangenen durch Glasscheiben getrennt.
Die Zeugung von Kindern mit dem aus israelischen Gefängnissen herausgeschmuggeltem Sperma palästinensischer Gefangener ist als Element der Heldenverehrung ein fester Bestandteil der palästinensischen Propaganda. Es wird behauptet, dass zwischen 2011 und 2021 mehr als hundert Babys im Westjordanland und dem Gazastreifen nach In-vitro-Fertilisationen mit geschmuggeltem Sperma zur Welt gekommen sind. Für die Ehefrauen palästinensischer Gefangener sei die künstliche Befruchtung kostenlos. Zweifel an Berichten über den Spermaschmuggel werden in der palästinensischen Öffentlichkeit nicht geduldet. Die Kinder, die mit geschmuggeltem Sperma gezeugt worden sind, werden .in der palästinensischen Propaganda als „Botschafter der Freiheit“ bezeichnet. Die israelischen Behörden bezweifeln hingegen, dass es einen Spermaschmuggel unter Umgehung ihrer Sicherheitsmaßnahmen geben kann.

## Produktionsnotizen
Mohamed Diab gab an, er sei durch eine Reihe von Medienberichten über den Spermaschmuggel zu seinem Film inspiriert worden. Mit seiner Arbeit habe er versucht, die von der Kunst bislang vernachlässigte komplexe Lebenswirklichkeit palästinensischer Häftlinge und ihrer Familien so genau wie möglich abzubilden.
Obgleich die Handlung des Films zum großen Teil im Staat Palästina spielt, entschied Mohamed Diab sich wegen der schwierigen Bedingungen vor Ort dazu, die Dreharbeiten in Jordanien durchzuführen.
Amira hatte seine Premiere am 4. September 2021 in der Wettbewerbssektion Orizzonti der 78. Internationalen Filmfestspiele von Venedig.
Im Oktober wurde Amira auf dem Filmfestival in El Gouna erstmals im arabischen Raum präsentiert und positiv aufgenommen. Im November wurde der Film auf dem Filmfestival von Karthago und im Rahmen der 8. Palästinensischen Filmtage in Jerusalem aufgeführt. Die jordanische Royal Film Commission (RFC) reichte Amira im November 2021 als Beitrag für den besten internationalen Film für die Oscarverleihung 2022 ein.

## Kontroverse
Bereits kurz nach seiner Veröffentlichung wurde Amira von den Familien palästinensischer Gefangener und von Hilfsorganisationen, die sich für sie einsetzen, scharf verurteilt. Zu den Kritikern gehörte auch die erste Ehefrau eines Gefangenen, die angeblich mithilfe geschmuggelten Spermas befruchtet wurde. Der Film, so die Darstellung der Kritiker, stelle die Gefangenen und ihre Angehörigen entwürdigend dar und untergrabe die Sache der Palästinenser.
Mit der angekündigten Teilnahme des Films an der Oscarverleihung 2022 verstärkte sich die Kritik an dem Film deutlich. Palästinensische und jordanische politische Aktivisten forderten in einer Online-Kampagne zum Boykott des Films auf. Auch der Palästinensische Legislativrat verurteilte den Film. Amira sei ein gefährlicher Teil des täglichen israelischen Kriegs gegen das palästinensische Volk. Ein Sprecher forderte das Verbot der Aufführung in jordanischen Kinos und rief die Filmgesellschaften auf, Filme zur Unterstützung der palästinensischen Gefangenen und ihrer Rechte zu drehen, anstatt die Tatsachen zu verdrehen.
Im Dezember 2021 wurde Amira von der RFC aus dem Wettbewerb um die Academy Awards zurückgezogen. Die Kommission gab an, sie glaube an den künstlerischen Wert von Amira und daran, dass seine Botschaft die Sache der Palästinenser und der Gefangenen keineswegs beschädige. Im Gegenteil, der Film werfe ein Licht auf ihr Leid, auf ihren unbeirrten Widerstand und auf ihren Willen zu einem würdevollen Leben unter der Besatzung. Dennoch entschied sich die RFC vor dem Hintergrund der Proteste und aus Respekt vor den Gefühlen der Gefangenen und ihrer Familien, den Film zurückzuziehen.
Der Regisseur Mohamed Diab gab im Dezember 2021 an, dass die öffentliche Vorführung des Films eingestellt worden sei. Er entgegnete auf die Kritik, dass er nur den Blick auf die schwierige Situation der Gefangenen habe richten wollen. Die Handlung sei in Bezug auf die Verwechslung mit „israelischem“ Sperma frei erfunden, so etwas könne in der Realität nicht passieren. Die Kritiker sollten den Film vor einer Beurteilung zunächst bis zum Ende anschauen. Diab rief dazu auf, Amira von einer Abordnung der Gefangenenangehörigen anschauen und diskutieren zu lassen.

## Auszeichnungen
In den Sektionen der Internationalen Filmfestspiele von Venedig 2021 konnte der Film sich nicht platzieren. Amira wurde aber mit dem CICT – UNESCO „Enrico Fulchignoni“ Award, dem 10th INTERFILM Award for Promoting Interreligious Dialogue und dem Lanterna Magica Award ausgezeichnet.

## Filmkritik
Wendy Ide vom britischen Filmmagazin Screen International rügt die brachiale Herangehensweise an die Themen des Films. Die Offenbarung der tatsächlichen Vaterschaft trifft den Kern von Amiras kultureller Identität, aber der Film scheitert daran, zu hinterfragen, was diese Identität ausmacht. Die Schwerfälligkeit dieser Herangehensweise spiegelt sich auch in anderen Aspekten wider, dem übertriebenen Sounddesign, der Inszenierung und diese Hartnäckigkeit spiegelt sich in der Filmgestaltung wider, vom übertriebenen Sounddesign bis hin zu den übersteigerten schauspielerischen Darbietungen.